# 八仙飯店滅門案

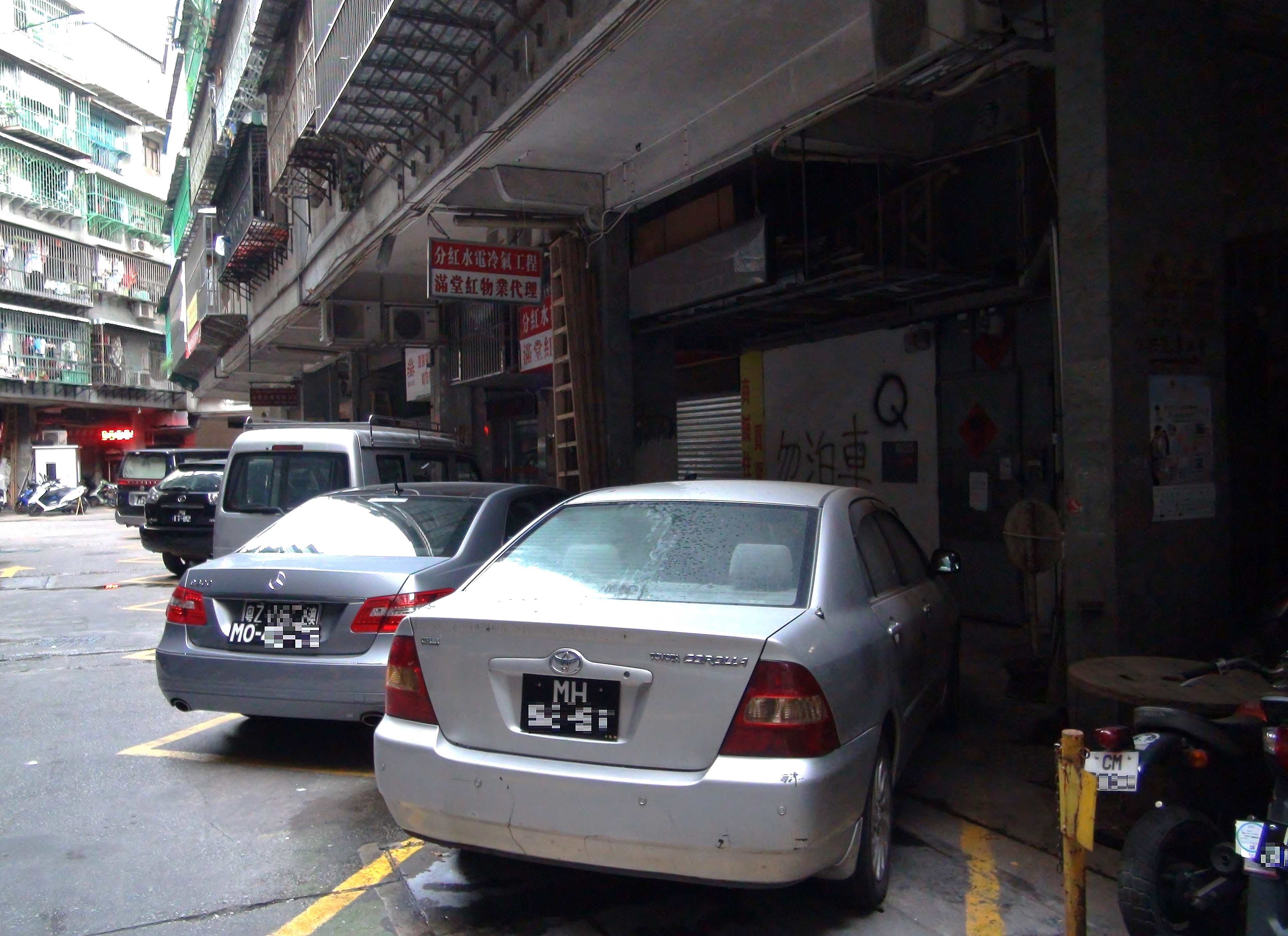
八仙飯店遺址（飯店建築物後方）

八仙飯店案是在澳門发生的一宗非常轟動的兇殺案。作案地點原址是黑沙環馬路14號，現址是澳門維多利亞酒店大堂至旁邊商鋪。1985年8月初，疑兇涉嫌於澳門黑沙環三角花園附近的八仙飯店殺害東主一家九口及一名員工，死者年齡由7歲至70歲，直至翌年才被揭發。疑兇在羈押期間，以汽水罐拉環割脈自殺。疑兇有沒有同黨協助，至今依然成謎。外界盛傳兇手把死者屍體製成叉燒包於飯店出售，因此本案又稱人肉叉燒包案。案件後來被多次改編成電影、電視連續劇、小說及漫畫。

## 背景
八仙飯店(葡萄牙語：Casa de Rasto Pat Sin)約於1960年代開業，由鄭林一家經營。鄭林原本是一名燒臘小販，原在黑沙環第七街西側的小販區經營燒味檔（即今錦繡花園通往黑沙環第二街的通道，當時的招牌為綠框白底，中間有紅色圓形內有白色楷書字體由右至左書寫店名）；後來得到街市雞鴨檔主的提攜，借錢讓他遷至黑沙環馬路與拱形馬路交界處西側的木屋區開設飯店（即今維多利亞酒店正門左側之行人天橋梯底，當時的招牌改為紅框白底，中間以紅色楷書字體由右至左書寫店名，兩旁以直書式標註「經濟飯菜」、「粥粉麵飯」）。1973年他與妻子岑惠儀結婚，育有四女一子，一家住在附近的黑沙環第四街。據街坊稱，鄭林為人老實，頗受街坊歡迎，但其妻沉迷麻將，經常進出賭場，對錢財看得極重，人緣亦欠佳。
案中疑兇黃志恆（有「港澳屠夫」之稱），原名陳梓樑，廣東南海書樓村人，案發時年約50歲，已婚並育有一名年約七歲兒子。陳氏幼年家境頗富裕，其後隨家人從南海到香港定居。
八仙飯店滅門案發生後，警方發現他於十二年前在香港曾捲入另一宗兇案。1973年11月5日，他到香港鰂魚涌英皇道福昌樓向一名叫李和的男子商借一萬元被拒，於是把李和夫婦及其姊綁起及斬傷，在浴缸中把李和溺斃，並試圖用石油氣爐縱火，幸李和胞姊及妻子及時逃脫。當時他的名字叫陳梓樑，此後潛逃廣東南海縣平洲區平南鄉間，居住在舊日家僕黎氏家中，與黎家女兒相戀，兩人偷渡至澳門。為了逃避警方追捕，他把左手食指截去一節，並火燒手指頭，破壞指紋。1986年，八仙飯店案被揭發後，李和家人認出他正是陳梓樑。

## 案情

### 發現肢體
1985年8月8日中午，路環黑沙海灘近“阿婆秧”位置浮出8件殘肢，泳客隨即通知水警。經警方點算後，當中有四隻右腳腳掌、兩隻左腳腳掌、兩隻手掌。當時殘肢已嚴重腐爛、浸在海水超過兩天。
澳門司警曾懷疑偷渡客遇上鯊魚，但肢體的切口十分整齊，其中斷掌手指曾被壓扁，似是被人刻意毀滅指紋。兩日後，阿婆秧灘一隻野狗咬著一隻女性左手手掌，三天後，司警再發現一隻女性右手手掌，泳客亦發現一隻右腳腳踭。五日內共發現十一件人體殘肢。因為發現四隻右脚脚掌，故推斷死亡人數至少有四人。
面對11件殘肢，司警迅速成立專案小組；司警在調查過程中，曾邀中國大陆法醫官來澳協助化驗斷肢，留下紀錄，但兇案調查並無進展。
1989年2月20日下午5時，數名清潔工人在氹仔雞頸垃圾場發現大批人骨，司警經連日調查認為屬於八仙飯店的十名死者。

### 尋人信揭發

遇害的鄭林一家。

1986年4月，亦即發現肢體8個月後，司法警察司署及廣州國際刑警先後收到八仙飯店東主鄭林兄弟來信，成為破案的契機。信中指：「余兄鄭林去澳門多年，憑勤勞立業，但於去年八月初突然失蹤，而他在澳門的八仙飯店及物業則由另一名姓黃的男子承繼。而最近澳門路環黑沙阿婆秧海面又發現人體殘肢，恐兄一家遇害，望警方竭力幫助找尋余兄的下落。」
鄭林的兄弟指，其兄1985年7月曾帶兩名幼女回故鄉中山，此後音訊全無。當時他們懷疑兄長妻子岑惠儀與黃志恆有外遇，兩人於是串通殺害鄭林，又推測兇手與岑氏事後反目，於是把她一家殺害。信中提及的十名失蹤者包括：

#### 受害人
- 鄭林（50餘歲）：八仙飯店東主
- 岑惠儀（42歲）：鄭林妻
- 鄭寶珠（18歲）：長女
- 鄭寶紅（12歲）：次女
- 鄭寶雯（10歲）：三女
- 鄭寶華（9歲）：四女
- 鄭觀德（7歲）：兒子
- 陳麗容（70歲）：女東主岑惠儀的母親
- 陳珍（又名陳麗珍，60歲）：女東主岑惠儀的九姨
- 鄭柏良（61歲）：八仙飯店廚師、東主鄭林之堂兄

雖然這連串案情並未能證實，但這封信引起司警展開對黃志恆的調查。

### 偵查
司警接信後重新檢驗去年檢獲的殘肢，竟發現一隻女性指紋與八仙飯店失蹤者陳麗珍的指紋相似，司警於是監視黃志恆，並訪問約20名認識失蹤人士的街坊。
當時八仙飯店一名雞鴨商指，1985年8月4日下午，曾接到鄭林來電落單叫貨，職員送貨時，店內一切如常；翌日早上，當伙計再送貨時，卻發現八仙飯店突然貼出「休業三天」的告示。該雞鴨商曾到訪鄭林住宅，當時一名陌生男子應門，指鄭林舉家去了珠海。
同樣在8月5日，另一名失蹤者、女東主九姨陳麗珍亦離奇失蹤。她的鄰居指，當日清晨，一名年約30歲的男子上門找陳麗珍，指鄭林的幼子發燒，請她協助，兩人乘計程車離開，自此陳麗珍一去不返。
這兩份口供令警方相信，鄭林一家是在1985年8月4日至5日失蹤；由於黃志恆已年屆50歲，警方懷疑有一名年輕男子有份參與謀殺。

### 緝捕疑兇

黃志恆涉嫌在香港殺死1人後，到澳門再殺死10人。

1986年9月28日下午，黃志恆匆匆離開八仙飯店，欲進入中國內地，司警發現後即將之截住，帶署舉報中心調查。警方發現，黃志恆在鄭林一家失蹤後，除了接管八仙飯店，換上新員工外，同時把鄭林位於黑沙環第四街的物業放租，黃志恆與一名二十多歲的兒子住在另一單位，當時其子駕駛的汽車亦為鄭林所有。
盤問時，黃志恆指他只想送妻女返大陸，否認潛逃，又指自己以真金白銀買下鄭林的物業，這筆錢是從走私中賺取。當晚，他指自己哮喘病復發，情緒激動，揚言會咬舌自盡。翌日，司警正式發出八仙飯店10名失蹤者的照片，要求居民提供有關資料。
此後，黃志恆又轉口供，聲稱鄭林欠他60萬元賭債，把所有財產移交自己，鄭林一家此後移民，但司警並未發現鄭林一家的離境紀錄。此時，警方在黃志恆的保险箱內，搜出鄭林在南通銀行紅街市分行的保險箱鎖匙、回鄉證，4名子女的出生證書、學生證副本。
1986年10月2日，黃志恆正式被落案起訴，移交刑事起訴法庭偵訊，並裁定表證成立，還押澳門市牢監獄候審。10月3日，黃志恆還押監倉第二天，被其他囚犯毆打致遍體鱗傷，送院敷治，期間黃要求留醫，不肯回市牢，惟10月4日早上即被押返監牢。

### 案發起因及殺人經過
1986年10月6日，黃志恆在獄中向另一名獄友，披露案發經過，不過該名獄友在黃志恆自殺後才說出，故無法查證。照此人說法，全因鄭林欠賭債不肯償還導致殺機。黃志恆與八仙飯店東主鄭林夫婦認識多年，且經常一起賭博，通常是打麻將，有時賭沙蟹。案發前一年（1984年）某晚，黃在飯店內與鄭林夫婦及廚師聚賭玩沙蟹，鄭妻的九姨陳麗珍亦在旁觀戰。黃志恆以2,000澳門元的賭本與鄭林搏殺，經一輪交鋒，黃贏取近18萬元，鄭林當時答允一年內清還賭債，並口頭承諾若不能還款，將自願將八仙飯店抵押給黃。案發前一年內，黃多次向鄭林夫婦討債均被拒絕，未能從中收取絲毫分文。直至案發當晚（1985年8月4日）八仙飯店收舖後，黃志恆再到飯店向鄭林討債，當時亦遭鄭拒絕，由於鄭曾承諾若不能償還賭債將讓出八仙飯店給黃經營，因此黃志恆當時已另外找到廚師及一班伙記，並已通知他們準備於8月8日上工，惟讓出飯店方案亦遭鄭林拒絕。據黃志恆說，他原想叫鄭林先償還兩至三萬，餘款可以慢慢還，此時鄭林則謂：「還乜撚嘢呀？你又無借據。」（還甚麼呀？你又沒借據。“撚”是廣東話髒話）雙方於是發生爭執，黃志恆隨手撿起枱上的啤酒樽，擊碎樽底成為一個半截斷開的利器，一手箍着站在身旁的鄭林么子鄭觀德，用破樽頂住他的頸部，喝令眾人不得揚聲。雖當時鄭林一家及廚師共9人在場，但由於鄭觀德是鄭林夫婦的獨子，各人均不敢妄動。黃志恆着令各人用繩索互相綑綁，並用布條將口部塞住，最後綁剩鄭妻岑惠儀及鄭觀德。黃於是着令岑氏亦用繩綁起幼子。此時，鄭妻突然發難，大聲呼喊並欲抱起其子，黃志恆一個箭步衝上，用破玻璃樽擲向鄭妻頸部，岑氏當場斃命。黃於是狂性大發，接着用破樽擲斃或徒手勒斃餘下各人。當時屋內九名受害者中，最遲遭毒手的是鄭林幼子鄭觀德，他被殺前曾向兇徒黃志恆說：「九姨婆會報警拘捕你！」黃志恆之後到九姨婆陳珍的家，假稱鄭林幼子發燒，把她誘騙到八仙飯店，再將她殺死。黃志恆承認用8小時將屍體碎屍肢解，然後分多次放入兩層的黑色膠袋內，逐袋棄於垃圾箱。

### 自殺、遺書
黃志恆被捕後曾兩度自殺。1986年10月4日下午，他利用市牢監獄內的鐵皮垃圾箱，向左手腕上直割後橫鋸，被囚犯發現，經5小時搶救後得以保命。
同年12月初，他在獄中多次與其女伴黎氏見面，在最後一次會面時，雙方放聲大哭；他二十多歲的長子阿源亦在同一時期探訪父親，兩人神情肅穆。
12月4日凌晨，黃志恆磨鋒汽水蓋拉環，在之前自殺的傷口再次割脈；當天上午8時，獄警派發早餐，發現他已無氣息，手腕被一幅染滿鮮血的棉被覆蓋。他當時住在市牢大樓A樓樓下五號倉，倉內共收禁28人，有犯人事後指，當晚看見黃志恆坐在床上，利用外透入的燈光做膠花手工，以為他只是打發時間。警方事後在黃志恆身邊，找到遺書、哮喘藥及數本色情雜誌。
黃志恆死前曾向報館寄出一封自白書，這是黃志恆唯一交代案情的文件，行文頗生澀。信中說：
|  | 請代我平反這冤案，請想，一個臨死的人還會說謊，我之所以在法官面前承一切，是有因的。 九月廿八日兩點鐘，司法處謂想了解一些事，我在那裡一直坐了十多個鐘頭，在這段時間，我估計他們在觀察我心境，由於在澳門從未做過對人不住的地方，所以我心境也自算不差，迄至他們問及關於八仙飯店之事，我從實告訴他們，也就是我如何認識鄭林及至如何接替業務等，足足問了兩夜三天，分四個人同是問這些，最後在十月一日零時謂要控告我謀殺鄭林一家，當時我已是疲勞之極。 香港那邊東窗事發，我已抱定以死以謝世人，本來我已當陳梓樑已死去，而且在孩子面對他們父親早就去世，這是由我將自己的手指模忍痛割掉，那時開始，我已洗心革面，壞事不但不會做，而且連想也不去想犯法的事，凡事都有動機，而我已守了十多年，孩子剛畢業，踏入社會工作，我應該安享晚年。 早在一九八四年當鄭林欠我十八萬八千時，我已有心收購八仙飯店，這是有人證的。總而言之，我絕對做不出這案，如果是我承認又何妨；況且編輯先生你見到這信，我已經不在人世。 現在淒涼是我的太太和只有七歲的孩子，輿論對她很不公平，難道我已改過自新，重新做人想過著幸福的晚年，就給我十多年前的事而粉碎，我的太太最無辜，我以前是壞人，我應承擔一切後果，但我太太是鄉下婆，甚麼也不識，絕對是好人，難道社會竟然會對她不伸出同情的手，加以援助她？ 我鄭重聲明，我之自我解脫，並非畏罪，而是多方面的，我患有哮喘宿疾，屬次就不想再捱下去，今次終要實現。 人之將死，其言也善。 |

澳門市牢今天有「送鬼」的習俗，正是由此案而起。獄警相信死在獄中的人，會被監獄之殺氣威懾，鬼魂長困而未能安息，獄警當時為黃志恆辦理「出獄」手續，一人手持黑傘，另一人手持燒香，把黃志恆送出監獄。

### 屍體下落
黃志恆自殺後，警方仍未有尋獲10名失蹤者其餘肢體。在唯一一批共11件檢獲的人體殘肢中，只有一件的指紋近似失蹤老婦陳麗珍，但外界一直相信，這批殘肢正屬於鄭林一家十口，其餘殘肢是怎樣處理，多年來引起外界猜測。
目前流行的版本主要根據當時傳媒的猜測。一些澳門傳媒曾指，黃志恆在獄中向其他囚犯披露案發經過。黃志恆在案發前，曾在八仙飯店與陳麗珍賭沙蟹，陳氏輸了18萬元，事後黃志恆多次要鄭林償還。事發當晚，黃志恆又再追債，並隨手拿起酒樽，脅持鄭林的幼子，命令鄭林家人及員工自縛、以布塞口。
此時鄭妻發難，抱起幼子欲衝出門口，結果被黃志恆擊殺，最後鄭林幼子臨死前大喊：「九姨婆（陳麗珍）會報警拉（拘捕）你！」黃志恆之後到九姨婆家，假稱鄭林幼子發燒，把她誘騙到八仙飯店，再將她殺死。報章又說他之後用黑色垃圾袋，把肢體包起，分批棄置；部分則用來熬湯，在八仙飯店出售。
目前已知的證據是：
1. 案發時，曾有一名約30歲男子到陳麗珍家，此人並非黃志恆。
2. 從殘肢化驗結果得知，死者並非被毒死。
3. 案發時正值盛夏，若屍體未有及時處理，將會發出惡臭，但當時並未有人投訴屍臭問題。[10]

## 影視改編

### 紀錄片
此案被亞洲電視製作成《香港奇案》系列紀錄片的其中一個單元——「黑沙環大屠殺」，於1991年播出。

### 電視劇
1988年香港TVB劇集《誓不低頭》部份橋段影射該案。
2005年香港亞洲電視製作的奇案式電視劇《危險人物》根據個案改編成單元劇《八仙飯店》。

### 電影
在這宗懸案中，外界一直揣測案中死者的遺體被製成「人肉叉燒包」，這一情節改編電影以1993年黃秋生和李修賢等主演的《八仙飯店之人肉叉燒包》最為知名，黃秋生更憑該片榮獲第13屆香港電影金像獎最佳男主角榮銜。